# Czapla czarnogłowa
Czapla czarnogłowa (Ardea melanocephala) – gatunek dużego ptaka z rodziny czaplowatych (Ardeidae). Zamieszkuje Afrykę Subsaharyjską, nie jest zagrożony.

## Systematyka
Gatunek ten po raz pierwszy naukowo opisali w 1826 roku John George Children & Nicholas Aylward Vigors, nadając mu nazwę Ardea melanocephala, która obowiązuje do tej pory. Autorzy nie wskazali miejsca typowego, prawdopodobnie było to jezioro Czad. Nie wyróżnia się podgatunków.

## Morfologia

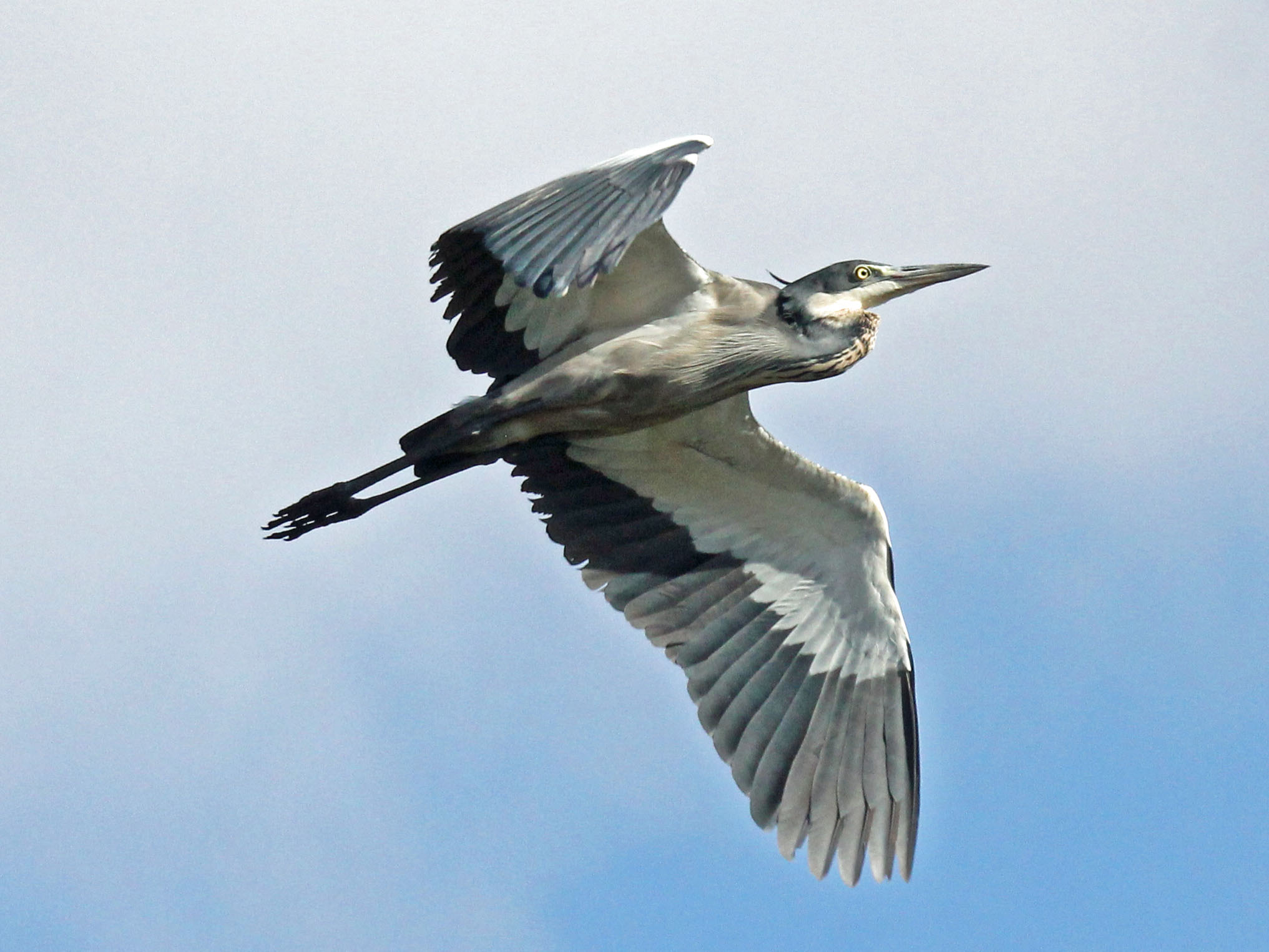
Czapla czarnogłowa w locie

WyglądWierzch głowy, kark i nogi – czarne, gardło – białe. W locie jasne pokrywy podskrzydłowe przechodzą w czarne lotki. Kark i wierzch głowy młodych ptaków – szarawe, szyja biała z rdzawym lub płowym nalotem.
RozmiaryDługość ciała 92–96 cm, rozpiętość skrzydeł ok. 150 cm. Masa ciała 710–1650 g.

## Zasięg występowania
Afryka Subsaharyjska – na południe od 15 stopnia szerokości geograficznej północnej aż po południowe krańce kontynentu. Pospolita, lecz niezbyt liczna.
Sporadycznie zalatuje na Półwysep Arabski – widziano ją w Arabii Saudyjskiej, Jemenie (prawdopodobnie dochodziło tam do lęgów na co najmniej dwóch stanowiskach) i Omanie; pojedyncze stwierdzenia odnotowano też w południowym Izraelu/Jordanii, na Sokotrze, Komorach, Madagaskarze, Wyspach Zielonego Przylądka, a nawet we Francji. Historyczne stwierdzenia z Algierii są uznawane za wątpliwe.

## Ekologia i zachowanie
Biotop
Zamieszkuje rozmaite środowiska wodne i bagienne, także daleko od wody, np. na terenach uprawnych. Osiadła, po lęgach koczująca, po deszczach wędruje również w rejony pustynne.
Tryb życia
Żyje samotnie lub w małych grupach, żeruje na lądzie lub brzegach wód; średnio płochliwa.
Głos
Chrapliwe dźwięki.
Lęgi
Wyprowadza jeden lęg w roku, rzadko dwa lub trzy. Lęgi mają miejsce zwykle w porze deszczowej, w niektórych rejonach w ciągu całego roku. Czaple czarnogłowe gniazdują w koloniach, często mieszanych z innymi gatunkami ptaków. Gniazdo zwykle wysoko na drzewie (8–30 m nad ziemią), rzadko w szuwarach lub na ziemi. Samica składa zwykle 2–3 (maksymalnie 6) bladoniebieskie jaja. Wysiadują oboje rodzice przez 23–27 dni. Pisklęta uzyskują zdolność lotu 40–50 dni od wyklucia, lecz wracają jeszcze do gniazda po pożywienie. W pełni usamodzielniają się po około 60 dniach od wyklucia.

## Status
Międzynarodowa Unia Ochrony Przyrody (IUCN) uznaje czaplę czarnogłową za gatunek najmniejszej troski (LC – Least Concern). Ze względu na to, że degradacja środowiska powoduje powstawanie nowych, dogodnych dla tego gatunku siedlisk, BirdLife International uznaje trend liczebności populacji za wzrostowy.